# 大筒木垂根王
大筒木垂根王（おおつつきたるねのみこ、生没年不明）は、古墳時代の日本の人物。

## 系譜
『古事記』にのみ登場する人物。比古由牟須美命（開化天皇の子）の子であり、垂仁天皇の妃である迦具夜比売命の父親。兄弟に讃岐垂根王がいる他、『日本書紀』の垂仁紀の一書では丹波道主王が彦湯産隅命の子に挙げられている。